# National Security
National Security ist eine US-amerikanische Action-Komödie von Regisseur Dennis Dugan aus dem Jahr 2003 mit Martin Lawrence und Steve Zahn in den Hauptrollen.

## Handlung
Earl Montgomery wollte Polizist werden, konnte aber die Ausbildung aufgrund eines misslichen Vorfalls im Trainingscamp und seines Verhaltens nicht beenden. Zeitgleich verliert der Polizist Hank Rafferty bei einem Nachteinsatz seinen Kollegen Charlie. Trotz des Rates seines Vorgesetzten nimmt er seinen Dienst kurze Zeit später wieder auf. Auf seiner Streife begegnet er hier zum ersten Mal Earl, welcher etwas auffällig versucht, seinen Wagen zu öffnen, da er seine Autoschlüssel im Wagen vergessen hatte. Immer noch sauer auf die Polizei, widersetzt dieser sich Hanks Anweisungen.
Es kommt zu einer handgreiflichen Auseinandersetzung, der zu Hanks späterem Bereuen eine Hummel hinzukommt, auf welche Earl allergisch reagiert. Der Versuch, die Hummel mit einem Schlagstock zu verjagen, wird zufällig von einem Amateurfilmer aufgenommen. Leider sieht das Aufgenommene später etwas anders aus als die Realität. Hank wird wegen brutaler Polizeigewalt angeklagt. Earl, immer noch sauer, verleumdet Hank und sagt aus, dieser hätte ihn verletzt. Hank wird für sechs Monate inhaftiert und aus dem polizeilichen Dienst entlassen. Als er freigelassen wird, findet er nur noch einen undankbaren Job als Wachmann bei National Security und untersucht Charlies Tod weiter. Bei einem Raub in einem Getränkelager stößt er erneut auf Earl, der dort für die gleiche Sicherheitsfirma arbeitet, jedoch seine Arbeit nicht so ernst nimmt. Es kommt zu einer Schießerei und die beiden verfolgen die Diebe, werden aber von der Polizei wegen erhöhter Geschwindigkeit angehalten.
Einer der Diebe lässt ein Handy fallen, das sie zu einem Sattelschlepper führt. Im LKW finden die beiden den Van der Diebe vom Raub aus dem Getränkelager. Earl versucht den Van per Kurzschluss zum Starten zu bringen, löst jedoch versehentlich den Alarm aus und alarmiert somit die Diebe. Nach einer kurzen Schießerei fahren Earl und Hank den Van aus dem Truck – fallen jedoch von der Brücke und landen auf einem Müll-Kahn. Im Inneren des Vans befinden sich Bierfässer, Hank lässt sie von einer Gießerei untersuchen und so erfahren sie, dass die Fässer aus einer millionenschweren atomaren Luft- und Raumfahrtlegierung bestehen. Hank bringt den Van und die Fässer zum Haus seiner Ex-Freundin Denise. Sie trennten sich, nachdem Hank verhaftet worden war, und Hank bittet Earl, Denise die Wahrheit über den „Angriff“ zu erzählen. Earl verspricht es, aber als er sieht, dass Denise eine attraktive afroamerikanische Frau ist, bricht er sein Versprechen. Dies führt zu einem weiteren Kampf zwischen Earl und Hank – und Denise wirft beide raus. Nach einem heftigen Streit schlägt Hank Earl ins Gesicht. Später, als Hank sein gepfändetes Privatauto und Earl seine gepfändete Waffe abholen wollte, werden die beiden von der Polizei in die Enge getrieben. Earl klaut einen Polizeiwagen, es kommt zu einer Verfolgungsjagd. Sie entkommen und Hank erkennt, dass die Diebe einen Insider innerhalb der Polizei haben müssen.
Nach anfänglichen Schwierigkeiten sind die beiden nun gezwungen, zusammenzuarbeiten und kommen gemeinsam dem Schmuggler und Charlies Mörder Nash auf die Spur, was sie erneut in Schwierigkeiten bringt. Als Hank Earl zu Denise bringt, um seine Schusswunde behandeln zu lassen, fliegt eine Biene ins Haus und Earl rennt panisch in Deckung, wodurch Denise erkennt, dass Hanks Geschichte über den „Angriff“ auf Earl tatsächlich wahr ist. Denise schlägt Earl und versöhnt sich mit Hank.
Earl und Hank suchen Nash bei einer Yachtclub-Feier auf und sehen, wie er sich mit Detective Frank McDuff trifft, der sich als Nashs Insider entpuppt. Hank und Earl reden daraufhin mit Hanks ehemaligem Chef, Lieutenant Washington, und erfahren, dass die millionenschwere Legierungen vor einem Jahr geraubt, geschmolzen und zu Bierfässern gegossen wurden, um sie aus dem Land zu schmuggeln. Hank und Earl wollen einen Verkauf der „Bierfässer“ vortäuschen, denn McDuff hätte Interesse daran diese wieder zurückzukaufen. Nash erfährt jedoch von ihren Plänen und nimmt Washington zuerst als Geisel. Es kommt zu einem Kampf in einer alten Bunkeranlage, wobei Nash und McDuff sterben. Hank wird bei der Polizei wiedereingestellt; Earl erhält als Auszeichnung zum ersten Mal eine Polizeimarke und wird in den Polizeidienst aufgenommen.
In der letzten Szene helfen Hank und Earl irrtümlich einem Autodieb, ein Luxusauto zu stehlen. Als Montgomery seinen Irrtum bemerkt, beschießt er das Auto, welches daraufhin explodiert.

## Hintergrund
Die DVD- und Blu-Ray-Veröffentlichung enthält ein langes, alternatives Ende, welche ursprünglich als Kinofassung vorgesehen war. McDuff wird hierbei nicht am Anfang der Schießerei getötet, sondern erst an der Klippe, wo kurz zuvor Nash starb. Bei der anschließenden Auszeichnung hält Earl eine längere Rede, dabei stellt er seinen neuen Wachdienst vor: die Maximum Security. Danach endet der Film. Bei einem Test-Screening bemängelte das Publikum jedoch das Ende – das Publikum wollte, dass sie Polizisten werden. So musste mehrere Monate nach Drehschluss der Film nochmal umgeschnitten und mit weiteren Szenen ergänzt werden. So erkennt man in der letzten Szene des Films, dass Hanks Haare länger und Earls Haare dagegen kürzer sind. Ebenso wurde die Szene in der Telefonzelle nachgedreht, welche nach dem Treffen mit Lieutenant Washington hinzugefügt wurde. Da auch bei dieser Szene der große Zeitabstand des Drehs erkennbar war, klebte der Regisseur Sticker und Anzeigenblätter an die Telefonzelle, sodass man ihre Haare nicht sehen konnte. Für die kurze Aufnahme, bei der McDuff am Autofenster stehend erschossen wurde, musste der Regisseur und sein Team nach Toronto fliegen, da der Darsteller Colm Feore zu der Zeit bereits bei den Drehaufnahmen von Chicago mitwirkte.
Der Drehort der Bunkerszene wurde bereits am Anfang von The Rock – Fels der Entscheidung verwendet.
Kinostart in den USA war am 17. Januar 2003, in Deutschland am 27. Februar 2003. National Security spielte weltweit in den Kinos rund 50 Millionen US-Dollar ein, davon allein rund 36,4 Millionen US-Dollar in den Kinos der USA. In Deutschland spielte der Kinofilm rund 2,1 Millionen Euro ein, die Kino-Besucherzahl belief sich auf 356.452 und belegte den 73. Platz der erfolgreichsten Kinofilme für das Jahr 2003 in Deutschland.

## Kritiken
National Security erhielt ein schlechtes Presseecho, was sich auch in den Auswertungen US-amerikanischer Aggregatoren widerspiegelt. So erfasst Rotten Tomatoes größtenteils kritische Besprechungen und ordnet den Film dementsprechend als „Gammelig“ ein. Laut Metacritic fallen die Bewertungen im Mittel „Grundsätzlich Ablehnend“ aus. Es folgen einige repräsentative Pressestimmen:

„Grobschlächtiger Actionklamauk mit den üblichen Vorurteilen und Klischees, dessen solide Machart die Langeweile nicht abwenden kann.“

„Dieses typische Buddy-Movie versucht sich in der üblichen Mixtur aus Action und Comedy. Doch außer müde und zudem abgegriffene Gags hat dieses Werk nicht zu bieten. Ein riesiger Fehler war es sicherlich, den ansonsten unglaublich komischen Steve Zahn als ernsten Ex-Cop zu besetzen. Partner Martin Lawrence hingegen nervt hier wie meist nur gewaltig.“

„Die Actionszenen von National Security bestehen in erster Linie aus 0815 Verfolgungsjagden [… und] "unser Magazin wird nie leer"-Schießereien, bei [… denen selbstverständlich] keiner der Guten getroffen [… wird]. Die Inszenierung, eine Mischung aus Police Academy-Nostalgie und ein paar modernen Actionelementen, wirkt alles in allem unrund und schafft es nicht, die abstruse Handlung in irgendeiner Weise ansehnlich zu machen.“